# مثلث فخذي
المثلث الفخذي أو مثلث سكاربا هو منطقة تشريحية في الجزء الداخلي العلوي من الفخذ، وهو فضاء تحت اللفافة يظهر كمنطقة مثلثة منخفضة تحت الرباط الأربي عند ثني وتدوير الفخذ بعيدًا.

## التركيب
يحد المثلث الفخذي:
- من الأعلى: الرباط الأربي.
- من الجهة الإنسية: الحدود الإنسية للعضلة المقربة الطويلة.
- من الجهة الوحشية: الحدود الإنسية للعضلة الخياطية.[2]

وتتكون الأرضية من العضلة العانية، والعضلة المقربة الطويلة من الجهة الأنسية، والعضلة الحرقفية القطنية من الجهة الوحشية. بينما يتكون السقف من اللفافة لاتا، باستثناء الفتحة الصافنية التي يتم تشكيلها من قِبَل اللفافة الغربالية.

### المكونات
تأتي أهمية المثلث الفخذي نتيجة مرور عدد من الهياكل الحيوية من خلاله، من الناحية اليمنى تحت الجلد. وتمر الهياكل التالية داخل المثلث الفخذي (من الوحشي إلى الإنسي):
- العصب الفخذي وفروعه (الطرفية).
- غمد الفخذ ومحتوياته:
- الشريان الفخذي والعديد من فروعه.
- الوريد الفخذي وروافده القريبة (على سبيل المثال، الوريد الصافن الكبير والوريد الفخذي العميق).
- الغدد الليمفاوية الأربية العميقة والأوعية اللمفاوية المرتبطة بها.

## الأهمية السريرية

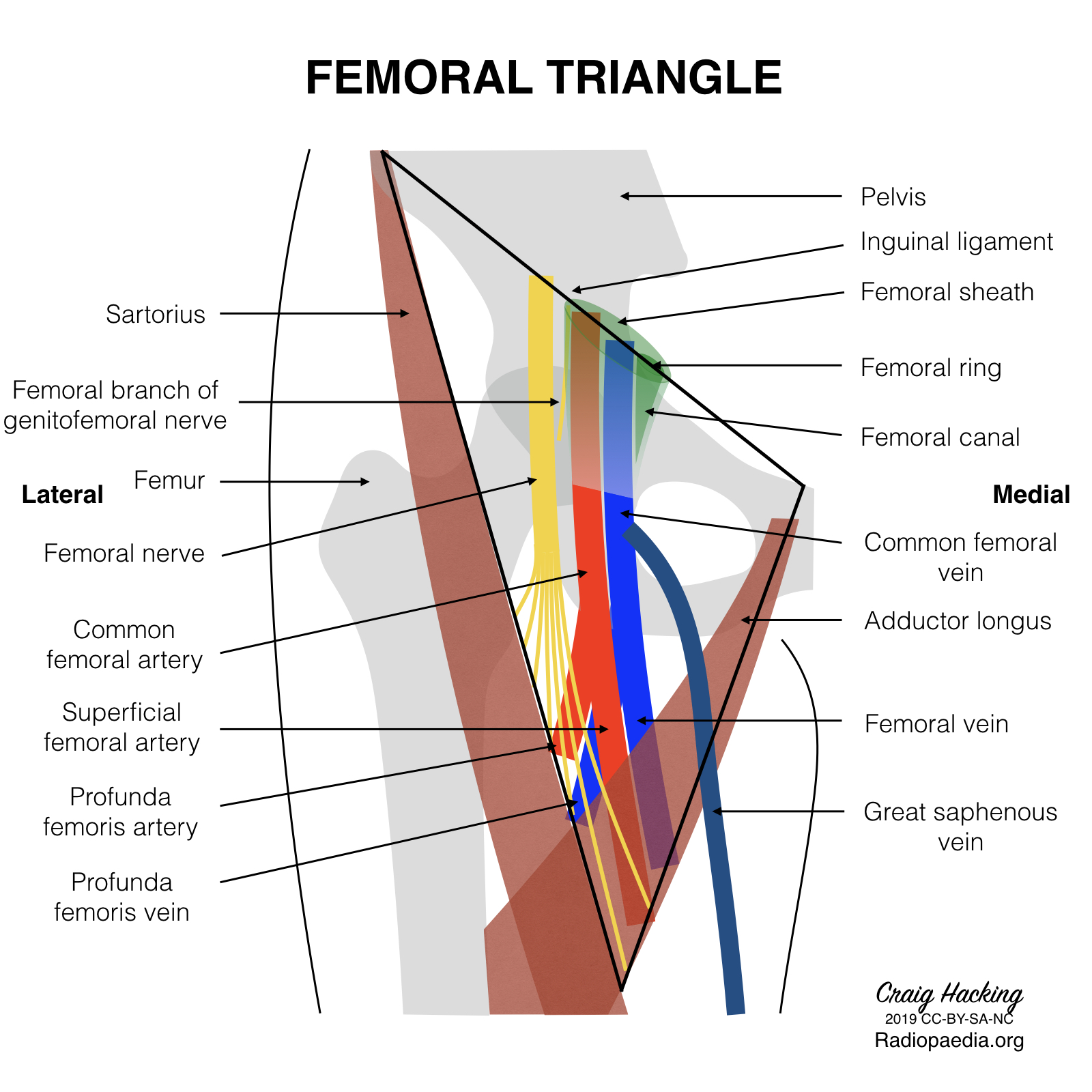
حدود منطقه المثلث الفخذي

وحيث أن المثلث الفخذي يوفر سهولة الوصول إلى شريان رئيسي، فإنه يتم تنفيذ القسطرة التاجية والقسطرة الطرفية غالبا عن طريق دخول الشريان الفخذي من مثلث الفخذ. ويمكن وقف النزيف الشديد في الساق عن طريق الضغط على نقاط معينة في مثلث الفخذ. وهناك أهمية سريرية أخرى لمثلث الفخذ وهي وجود الشريان الفخذي في نقطة منتصف الرباط الأربي (المنتصف بين الارتفاق العاني والشوكة الحرقفية الأمامية العلوية)، ويكمن في الجهة الإنسية له الوريد الفخذي. وبالتالي عند وقوع الوريد الفخذي في ذلك المكان يسمح ببزل الوريد الفخذي. بزل الوريد الفخذي مفيد عندما لا تكون هناك أوردة سطحية يمكن استخدامها في المريض، كما في حالة ضعف الأوردة في أجزاء الجسم الأخرى (على سبيل المثال: الأذرع). ويدل النبض الإيجابي للشريان الفخذي على أن القلب ينبض، والدم يتدفق إلى الطرف السفلي.
ومن الضروري أيضًا الوضع في الاعتبار سريريًا وجود العصب في الجهة الوحشية للوريد في هذه الحالة. وفي معظم الحالات الأخرى يكون العصب (نسبة إلى الشريان والوريد المرتبط بها) الأعمق أو في الجهة الأنسية يليه الشريان ثم الوريد. ولكن في هذه الحالة هو العكس. ويجب تذكر ذلك عند الحاجة إلى عينات وريدية أو شريانية من الأوعية الفخذية.
تحتوي هذه المنطقة على تجمعات من الغدد الليمفاوية الأربية السطحية والعميقة، وهو الموقع المستهدف لاستئصال العقد اللمفية الأربية. ويتم فصل هذه التجمعات عن طريق اللفافة لاتا. بالنسبة للمرضى الذين يعانون من مرض عقدي واضح يمكن جسه، يوصى باستئصال التجمعات السطحية والعميقة. وعمومًا يتم استئصال العقد الليمفاوية السطحية فقط عندما تكون خزعة العقدة الليمفاوية الحارسة إيجابية، إلا إذا كانت عقدة كلوكيه (العقدة العليا من العقد العميقة) إيجابية سريريًا.

## صور إضافية

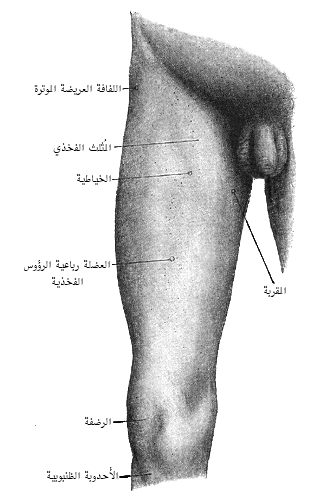
الجزء الأمامي الإنسي من الفخذ الأيمن.
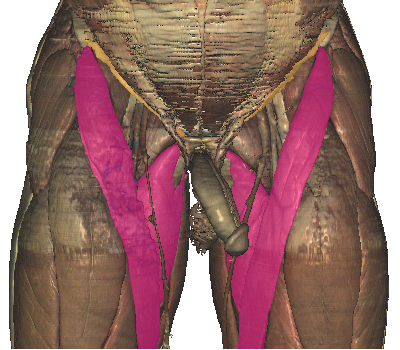
حدود مثلث الفخذ.
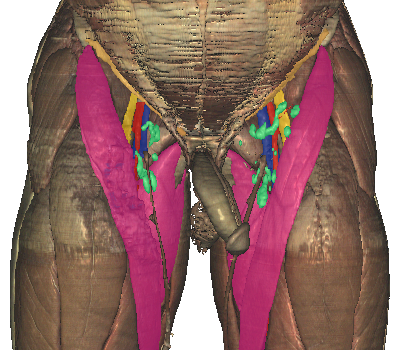
مكونات مثلث الفخذ.

## روابط خارجية
- صور تشريحية:12:02-0101 في مركز داونستيت الطبي التابع لجامعة نيويورك
- درسٌ تشريحي حول antthigh مُعدٌ بواسطة ويسلي نورمان (جامعة جورجتاون).